# Кушелев-Безбородко, Николай Александрович
Граф Николай Александрович Кушелев-Безбородко (1834—1862) — российский коллекционер живописи и библиофил.

## Биография
Сын члена Академии наук, государственного контролёра, сенатора графа Александра Григорьевича Кушелева-Безбородко от его брака с княжной Александрой Николаевной Репниной-Волконской. Родился в Петербурге, крещен 13 января 1835 года в Сергиевском соборе при восприемстве деда князя Н. Г. Репнина, графини Е. А. Уваровой, дяди князя В. Н. Репнина и князя А. А. Лобанова-Ростовского.
Выпускник Пажеского корпуса, откуда из камер-пажей произведен корнетом в Кавалергардский полк (1852). С 1854 года — поручик и адъютант начальника штаба Гвардейского корпуса. После смерти отца в 1855 году унаследовал половину его состояния и художественную галерею. По окончании Крымской войны, 4 июня 1856 года вышел в отставку штабс-ротмистром и отправился путешествовать: объездил Россию и Европу (присутствовал при Сольферинском сражении), посетил Иерусалим.

Во время своего путешествия по Европе граф Кушелев-Безбородко осмотрел множество музеев и выставок. В результате, впечатлившись увиденным, он проникся идеей пополнить собрание живописи, доставшееся ему от отца, и стал активно скупать картины и скульптуры современных европейских художников, преимущественно французских. За очень короткий срок ему удалось существенно увеличить отцовское собрание, причём значительную часть картин он приобретал непосредственно у художников или их маршанов. В общем молодой человек (ему не было и 30 лет), при минимальном опыте и знаниях, сумел по достоинству оценить таких художников как Теодор Руссо, Дюпре, Делакруа, Милле, Курбе, Коро, Тройон и других; именно он открыл для российских любителей живописи художников Барбизонской школы. 

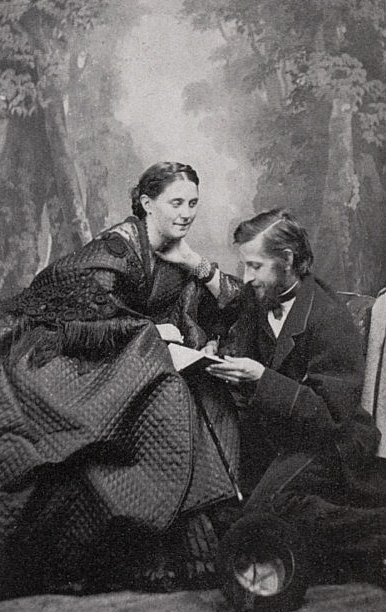
Супруги Кушелевы

Будучи одним из богатейших людей Петербурга, в 1856 году Кушелев капитально перестроил свой дом на Гагаринской улице, сделав из него «палаццо» с фасадом из мрамора, этот особняк стали называть Малым мраморным дворцом.
В апреле 1860 года граф женился на известной красавице вдове Елизавете Ивановне Шупинской (1839—1923), дочери золотопромышленника И. Ф. Базилевского и владелице имения Талашкино. Вскоре после свадьбы из-за чахотки Кушелёв был отправлен врачами за границу; жил в Ницце. Их сын Николай умер 5 декабря 1861 года в Ницце в 10-месячном возрасте от воспаления мозга. Понимая, что его дни сочтены, он хотел оставить всё своё состояние в пожизненное владение жене, но все его имения были родовыми, и он не имел права включать их в завещание. Перед смертью он ездил в Париж, где просил графа Киселёва выпросить у государя разрешение передать всё жене. После этого Кушелёв вернулся в Ниццу и спокойно умер 11 апреля 1862 года. Похоронен в церкви Святого Духа Александро-Невской лавры.
По словам статс-секретаря А. А. Половцева, «он был поистине редких достоинств человек, редко можно видеть столько правды в жизни, всякое отсутствие лжи, фразерства, дела и слово для него были тождественны». Брат и сестра Кушелева пытались в судебном порядке лишить наследства его вдову. Ей пришлось искать поддержки у светлейшего князя А. А. Суворова, и решение было принято в её пользу. В 1864 году Кушелева вышла замуж за сына Суворова, князя Аркадия.

## Наследие
Картинная галерея Кушелева по завещанию была передана в Музей Академии художеств, составив там особую Кушелевскую галерею (всего в галерее было более 500 картин и скульптур). В 1922—1923 годах почти всё собрание было передано в Государственный Эрмитаж, откуда в 1923—1925 годах некоторая часть картин была отправлена в Москву в новообразованный Музей изобразительных искусств имени А. С. Пушкина.
В 1993 году в Государственном Эрмитаже прошла отдельная выставка картин из собрания графа Н. А. Кушелева-Безбородко. В настоящее время большинство картин из его собрания выставляется на третьем этаже здания Главного штаба в залах европейской живописи первой половины XIX века; в том же здании с лета 2017 года в отдельном зале на четвёртом этаже выставлено собрание картин художников-барбизонцев. Старые мастера из собрания Кушелевых-Безбородко (Рубенс, Йорданс и другие) выставляются в соответствующих залах Зимнего дворца и Нового Эрмитажа. Некоторые живописные произведения остались в Академии художеств и сейчас находятся в фондах Научно-исследовательского музея при Российской академии художеств, а часть — в постоянной экспозиции «Академический музеум».

Примеры полотен Кушелевской галереи
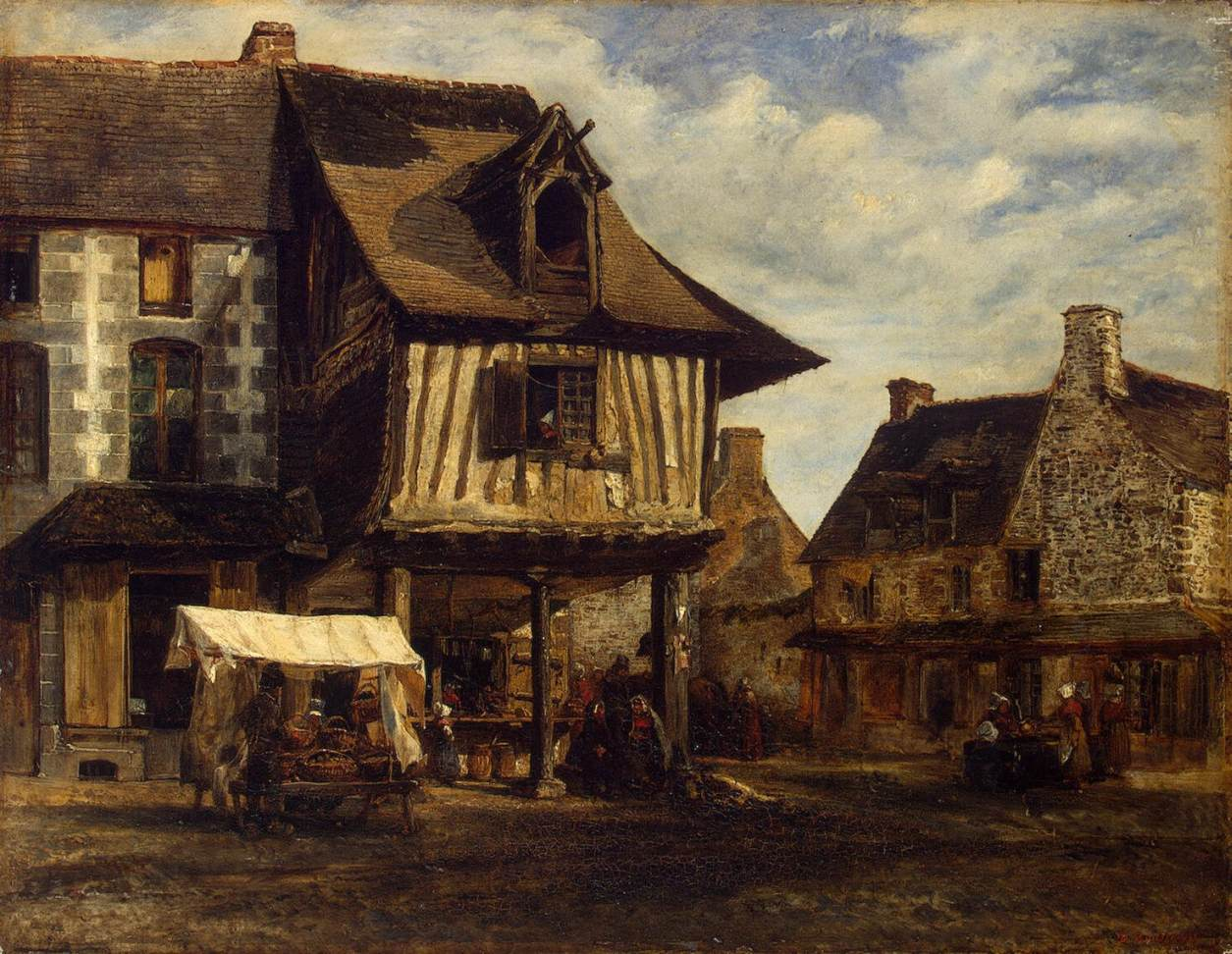
Т. Руссо. «Рынок в Нормандии». 1845—1848.
О. Верне. «Ангел смерти». 1851.
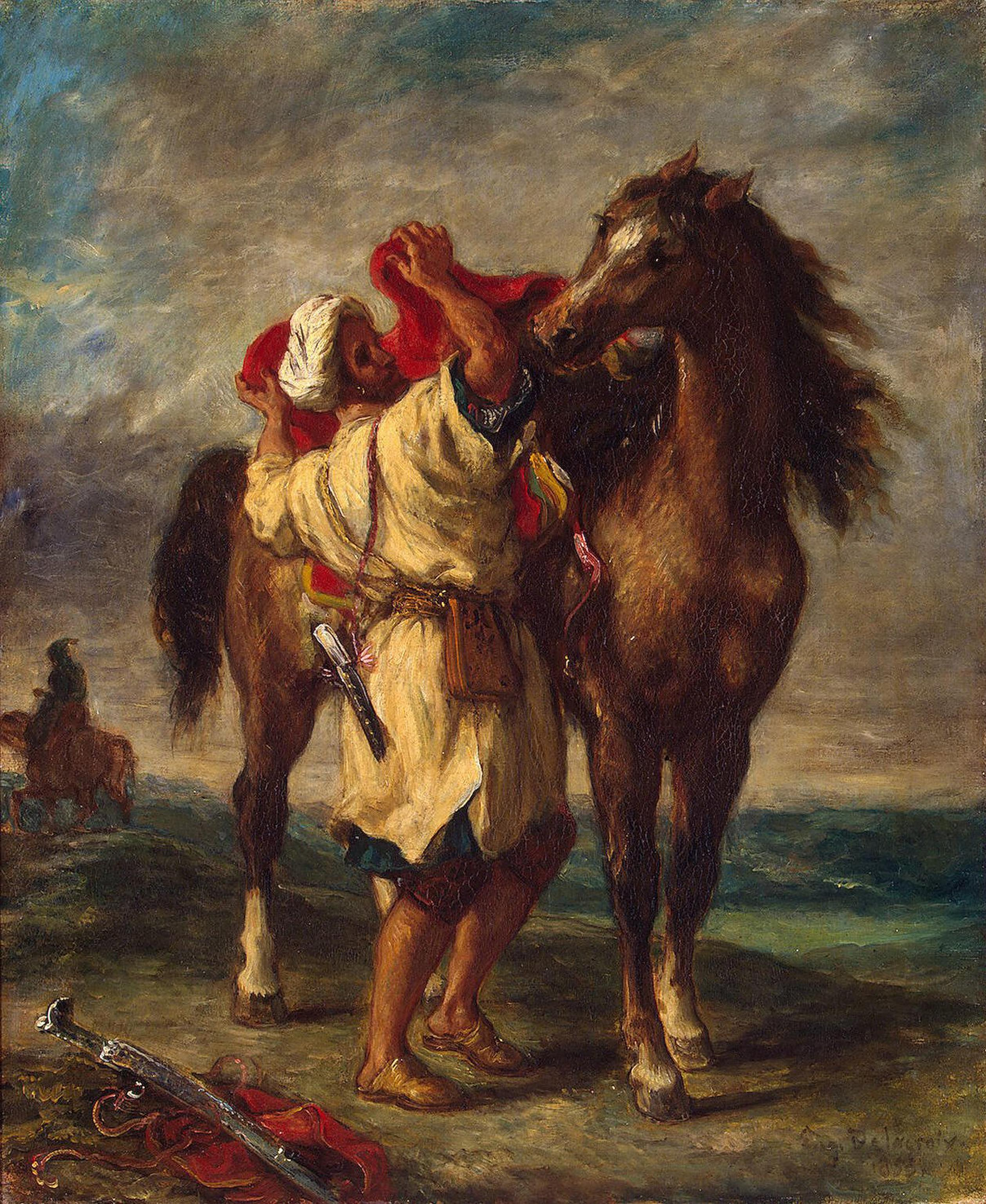
Э. Делакруа. «Марокканец, седлающий коня». 1855.
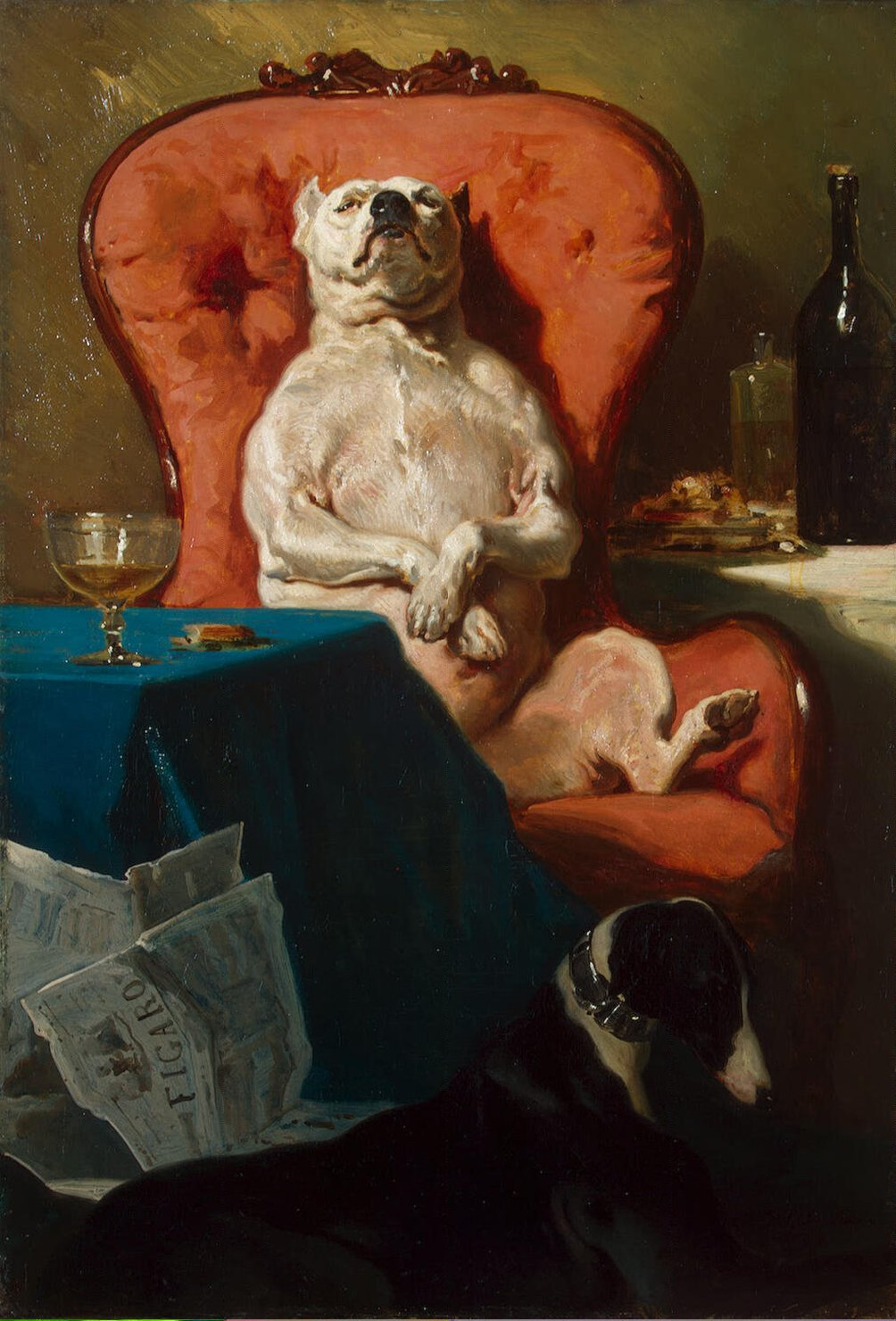
А. Дедрё. «Мопс в кресле». 1857.
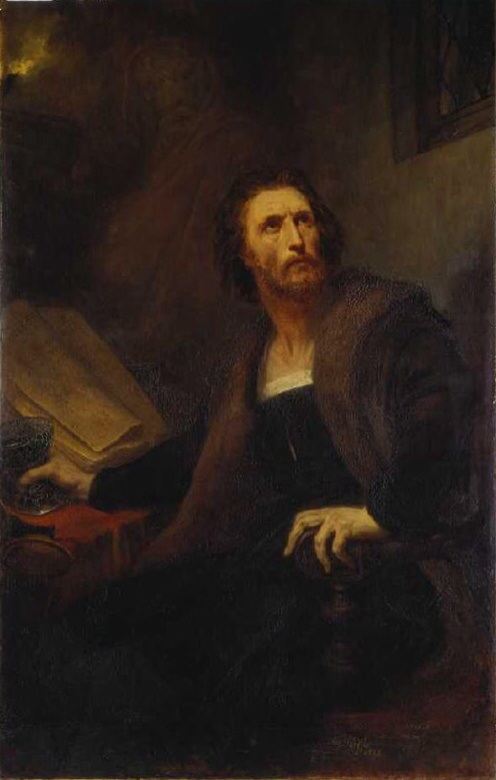
А. Шеффер. «Фауст с чашей яда». 1858.
К. Тройон «Отправление на рынок». 1859.